# Chassey-lès-Scey
Chassey-lès-Scey é uma comuna francesa na região administrativa de Borgonha-Franco-Condado, no departamento de Alto Sona. Estende-se por uma área de 4,38 km². Em 2010 a comuna tinha 131 habitantes (densidade: 29,9 hab./km²).